# 鼻鼽
鼻鼽以突然和反复发作性鼻塞、鼻痒、喷嚏、鼻流清涕为特征，为鼻科常见病，多发病之一。不论男女老幼均可发生，可为长年性发作，或为季节性发作，或在气候突变、异气、异物刺激时发作。与西医的过敏性鼻炎相类似，属于变态反应性疾病。

## 外部連結
- 鼻炎 （页面存档备份，存于） 中藥方劑圖像數據庫 (香港浸會大學中醫藥學院) （中文）（英文）
- 鼻塞 （页面存档备份，存于） 中藥方劑圖像數據庫 (香港浸會大學中醫藥學院) （中文）（英文）